# 神奈川県立小田原城東高等学校
神奈川県立小田原城東高等学校（かながわけんりつ おだわらじょうとうこうとうがっこう）は、過去に神奈川県小田原市東町4丁目に存在した県立高等学校。

## 概要
- JR東日本東海道線小田原駅からバス15分。
- 情報処理科・商業科・国際経済科がある商業学校であった。
- 閉校時には、4年制大学への進学率は10%、就職が40%であった。

## 沿革

### 神奈川県立小田原女子高等学校
- 1921年4月18日 - 足柄実科高等女学校として足柄村多古に創立（足柄村は後に足柄町となる）。
- 1941年1月30日 - 小田原市立実科高等女学校と改称。
- 1943年4月1日 - 小田原市立高等女学校と改称。
- 1948年4月1日 - 小田原市立高等学校と改称。
- 1948年7月18日 - 校舎を小田原市東町4-12-1に移転。
- 1951年3月10日 - 神奈川県立小田原女子高等学校と改称。

### 神奈川県立小田原商業高等学校
- 1927年5月25日 - 私立小田原商業学校（夜間）として小田原市幸町1に創立。
- 1936年4月30日 - 第1本科（昼間）、第2本科（夜間）を置く。
- 1946年8月31日 - 小田原市立商業学校と改称。
- 1948年
  - 7月18日 - 校舎を小田原市東町4-12-1に移転。
  - 8月1日 - 定時制（特別）商業科を置く。
- 1951年3月10日 - 神奈川県立小田原商業高等学校と改称。

### 神奈川県立小田原城東高等学校
- 1951年4月1日 - 両校を統合して神奈川県立小田原城東高等学校となる。全日制課程普通科、商業科及び定時制課程商業科を設置。
- 1952年4月1日 - 全日制課程に機械科を置く。
- 1957年4月1日 - 定時制（特別）商業科を定時制機械科に切替。神奈川県立西湘高等学校設置に伴い普通科生徒募集停止。
- 1962年4月1日 - 神奈川県立小田原城北工業高等学校設置に伴い機械科生徒募集停止。
- 1965年4月1日 - 全日制課程、定時制課程ともに商業科のみを設置する高等学校となる。
- 1973年4月1日 - 全日制課程に情報処理科を置く。
- 1992年4月1日 - 全日制課程に国際経済科を置く。
- 1998年4月1日 - 定時制課程の商業科、入学生募集停止。
- 2001年3月31日 - 定時制の課程廃止。

## 統合後の学校について
- 2008年4月から神奈川県立湯河原高等学校と併合し、神奈川県立小田原総合ビジネス高等学校として新設された。
- 国際ビジネス・ビジネスマネジメント・情報ビジネス分野の系が設置され、設備は小田原城東高校のものが使用されている。
- 2017年4月の普通科併置に伴い、神奈川県立小田原総合ビジネス高等学校から神奈川県立小田原東高等学校（かながわけんりつおだわらひがしこうとうがっこう）へ改称した。

## 著名な出身者
- 内山理名（女優） - 芸能活動の為、日本女子体育大学附属二階堂高等学校へ転校。